# Mark Campos
Pour les articles homonymes, voir Campos.
Marc Campos (1962-2018) est un auteur de bande dessinée américain.
Auteur de nombreux minicomics (en), cette figure de la scène alternative de Seattle a principalement travaillé pour la small press.